# La Route du patriarche
Roman sur les Royaumes oubliés
La Route du Patriarche est le titre en français du roman Road of the Patriarch de R.A. Salvatore, basé sur le monde imaginaire des Royaumes oubliés et paru en édition intégrale et en grand format chez Milady en 2009.

## 4ede couverture
L'ASSASSIN : un tueur sans états d'âme, pour qui la vie de chaque créature a un prix : celui qu'il fixe.
LE MERCENAIRE : un elfe noir passé maître dans l'art de la duperie.
Après la chute du Roi-Sorcier, Artémis Entreri et Jarlaxle devront simultanément affronter un roi paladin, une puissante guilde d'assassins, deux anciens dragons, ainsi qu'une cité de demi-orques. Avec autant d'ennemis rassemblés contre eux, ils combattront une dernière fois ensemble... puis l'un contre l'autre.

## Remarque
- La Route du Patriarche est le troisième roman d'une trilogie intitulée Les Mercenaires.
- La Route du Patriarche est paru aux Éditions Milady en septembre 2009 en tant qu'inédit.